# Winnertzia ampelophila
Winnertzia ampelophila är en tvåvingeart som först beskrevs av Ephraim Porter Felt 1907.  Winnertzia ampelophila ingår i släktet Winnertzia och familjen gallmyggor.
Artens utbredningsområde är New York. Inga underarter finns listade i Catalogue of Life.